# Sông Ea Mláh
Sông Ea Mláh, còn viết là sông Ea Mlách, là phụ lưu bờ trái sông Ea Pa (sông Ba) trong hệ thống sông Ba. Sông Ba M'la chảy ở huyện Krông Pa tỉnh Gia Lai, Việt Nam .
Sông có chiều dài 54 km và diện tích lưu vực là 311 km² 

## Dòng chảy
Sông Ba M'la khởi nguồn từ các suối ở xã Phước Tân huyện Sơn Hòa tỉnh Phú Yên, chảy về hướng tây.
Sau đó sông đổi hướng tây nam, qua xã Ia Mlăh huyện Krông Pa tỉnh Gia Lai, đổ vào sông Ea Pa tại thị trấn Phú Túc .

## Chỉ dẫn
1. ↑  Trong tiếng các dân tộc thuộc nhóm ngôn ngữ Môn-Khmer ở Tây Nguyên và trong tiếng Việt cổ (trước thế kỷ 16, xem Chữ Nôm) thì đăk đã có nghĩa là nước, sông, suối, còn krông nghĩa là sông. Trong tiếng một số dân tộc Tây Nguyên khác thì ea/ia có nghĩa là nước, sông, suối.
2. ↑  Trong "Danh mục lưu vực sông liên tỉnh" thì do lỗi đánh máy tên sông viết thành Sông Ea Mlách. Tên "Ea Mláh" lấy theo các bản đồ hiện hành, cũng như dấu hiệu có lý cho hiệu đính tên sông là tên của xã Ia Mláh.